# Pepes (Indonesia)

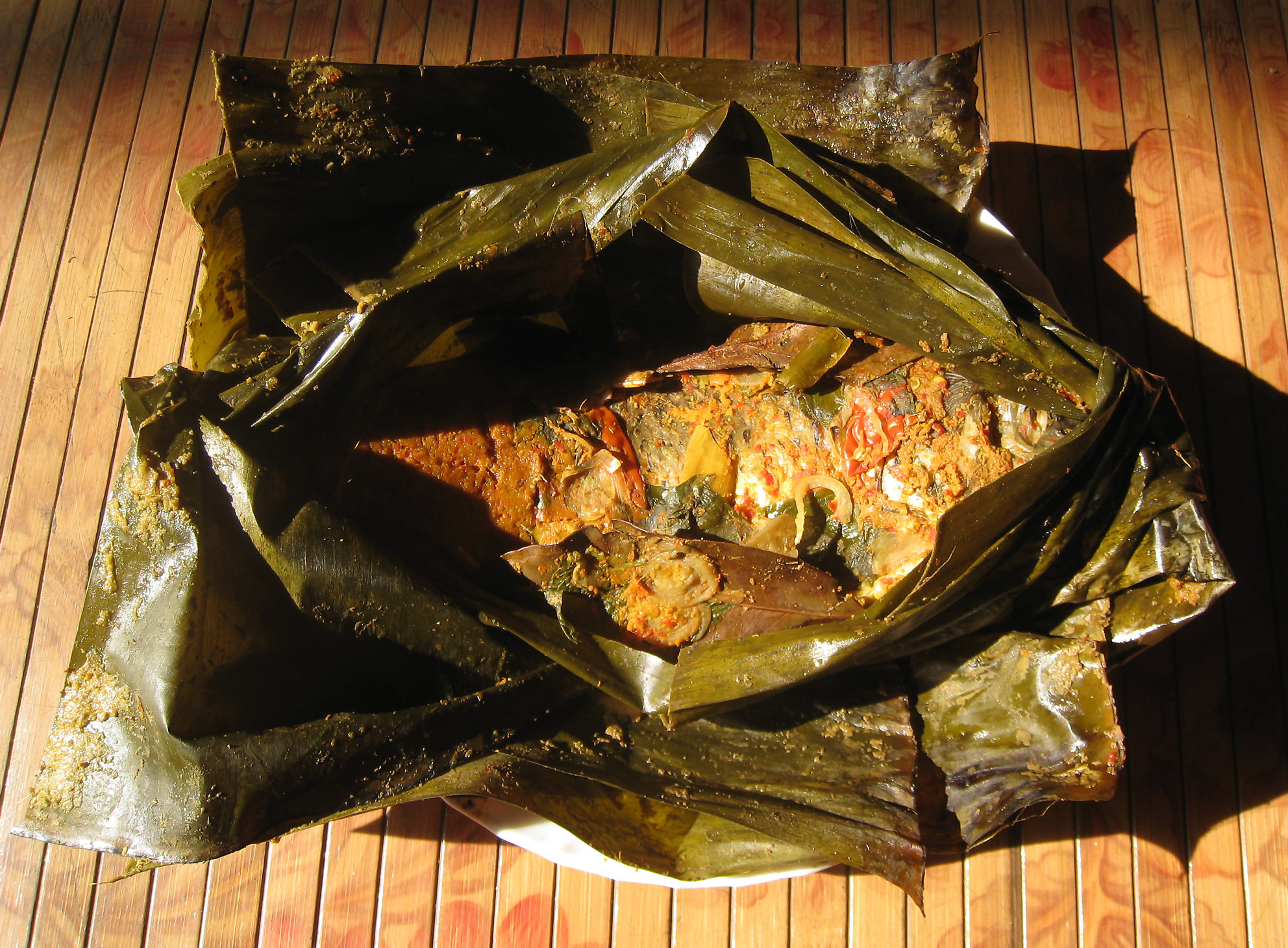
Pepes de carpa, platillo propio de las islas de la Sonda en Indonesia.

Pepes es un método de preparación de comida de Indonesia en el cual se utiliza una hoja de banano como envoltorio del alimento. El paquete de hoja de banano conteniendo el alimento es fijado con un lidi seumat (un pequeño palillo armado con la costilla central de la hoja del cocotero), y luego es cocida al vapor o asada sobre carbones. Esta técnica de cocción permite que la mezcla rica en especies se comprima contra los ingredientes principales dentro del paquete de hoja de banano mientras se cuece, y le incorpora un aroma distintivo de la hoja de banano cocida o quemada. Si bien se cuece simultáneamente con el alimento, la hoja de banano no es un material comestible y es desechada luego de la cocción.

## Etimología
La técnica de cocción que emplea la hoja de banano como envoltura se encuentra muy difundida por Indonesia y se le conoce por diversos nombres en distintos dialectos; pais en sondanés, brengkesan en javanés, brengkes en palembang, pelasan en osing-javanés, palai en minangkabau, y payeh en acheense. En idioma indonesio el vocablo pepes se deriva del vocablo sondanés papais; el plural de pais en sondanés. Debido a que su popularidad proviene inicialmente de su uso en la gastronomía sondanesa, en la actualidad el pepes a menudo se asocia con la gastronomía sondanesa.

## Variantes

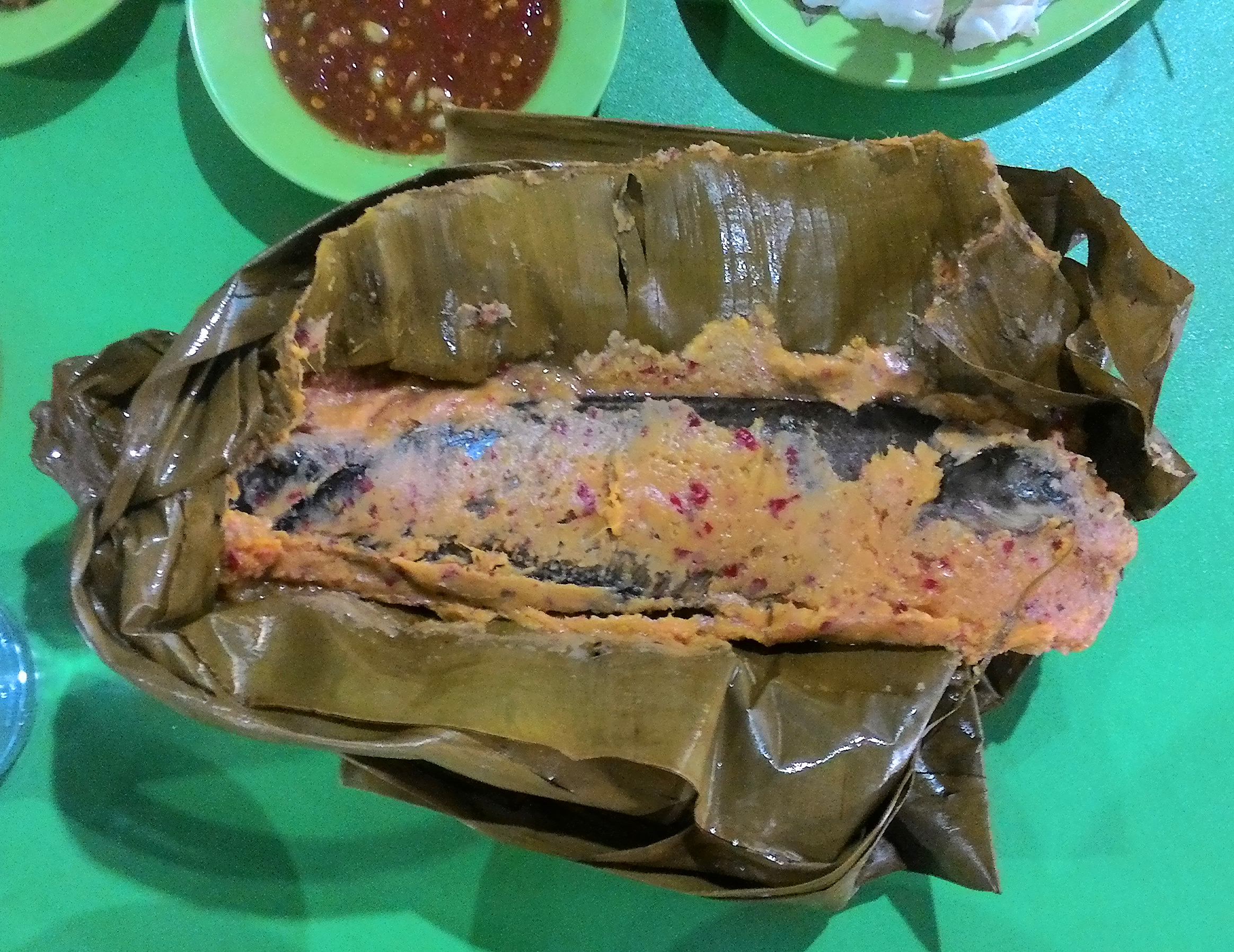
Brengkes tempoyak iwak lais servido en un restaurante tradicional en Palembang. Brengkes es el término en malayo de Palembang para pepes.

Esta técnica es por lo general utilizada para preparar pescado. En Java Occidental, ikan mas (Cyprinus carpio) es el pescado más popular utilizado para preparar pepes. En Palembang, patin (Pangasius sutchi) y lais (Kryptopterus cryptopterus) son los pescados comúnmente utilizados, mientras que en Sumatra Occidental, se suele utilizar el pescado denominado bilih (Mystacoleucus padangensis).
Sin embargo, el pescado no es el único ingrediente con el cual se pueden preparar pepes. Mariscos, carne de ternera, pollo, tofu, tempeh, oncom, hongos o vegetales también se preparan mediante este método. Existen muchas recetas y variaciones de pepes. Otros frutos de mar tales como camarón y calamar, aunque menos comunes, también pueden ser preparados en pepes. También se puede utilizar carne de pollo y carne picada de ternera mezcladas con huevo. En Palembang, el platillo pepes tempoyak es muy popular, el cual consiste en una pasta de durián fermentado y cocido al vapor en una hoja de banano. También se pueden utilizar carnes raras o exóticas para preparar pepes, por ejemplo como variaciones de swikee, ancas de rana y huevos de rana se pueden preparar como pepes. El método es utilizado en varios platillos indonesios, y le da su denominación a varios platillos preparados de esta manera, por ejemplo:
1. Pepes ikan mas (pepes de carpa)
2. Pepes daging (pepes de carne picada)
3. Pepes ayam (pepes de pollo)
4. Pepes tahu (pepes de tofu)
5. Pepes oncom (pepes de oncom)
6. Pepes teri (pepes de anchoa)
7. Pepes jamur (pepes de hongo)
8. Pepes kodok (pepes de ancas de rana deshuesadas)
9. Pepes telur kodok (pepes de huevos de rana)
10. Pepes tempoyak (pepes de pasta de durián fermentado)

Los pepes por lo general se consumen acompañados con arroz cocido al vapor. Otak-otak es similar al pepes, es una mezcla de pescado y harina de tapioca con especias envuelto en una hoja de banano. Los vegetales con pepes rallados de coco es denominado Botok. Buntil es preparado de manera similar, pero en vez de hojas de banano se utilizan hojas de papaya o cassava, lo que hace al envoltorio comestible parte del platillo. Un platillo similar malayo que emplea hoja de banano se denomina sata.

## Preparación
Los pepes se preparan mezclando pescado sin escamas ni entrañas o cualquier otro tipo de alimento con una mezcla de especies que incluye sal, pimiento, echalotes, ajo, cúrcuma, jengibre, lemongrass, hoja de curry, nuez de la India, tamarindo, tomate, y albahaca de limón y todo se envuelve en una hoja de banano. En la gastronomía sondanesa existen dos tipos de pepes: la variedad regular o “base” y los pepes amarillos, la cual se cuece con cúrcuma. La hoja es envuelta en forma apretada y se fija con un palillo en cada extremo, luego se cuece al vapor o a la parrilla. Para preparar un pepes de un pescado de huesos blandos, se cuece en una olla de presión o en una cazuela común durante un tiempo prolongado.

## Galería

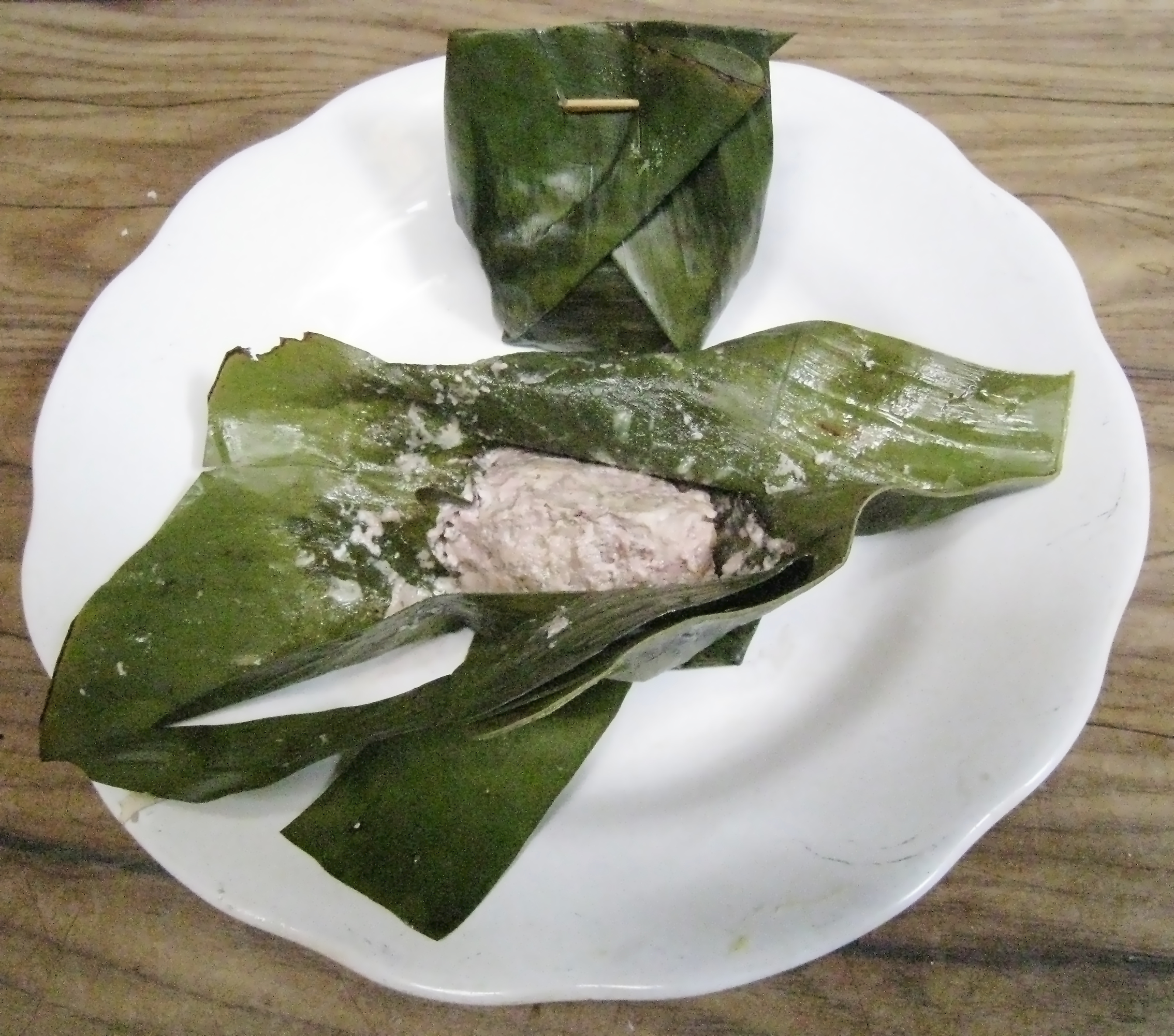
Pepes de carne picada
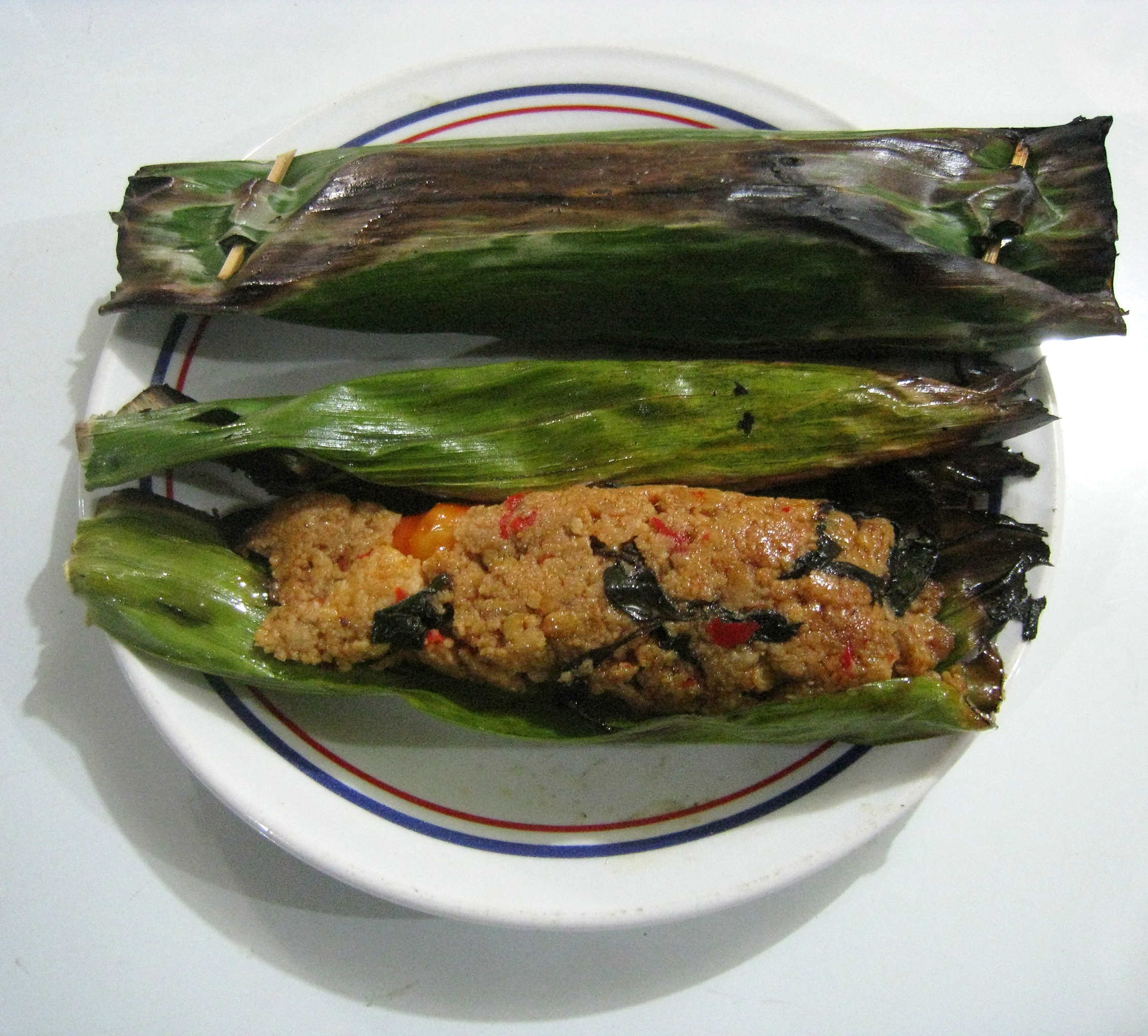
Pepes de oncom
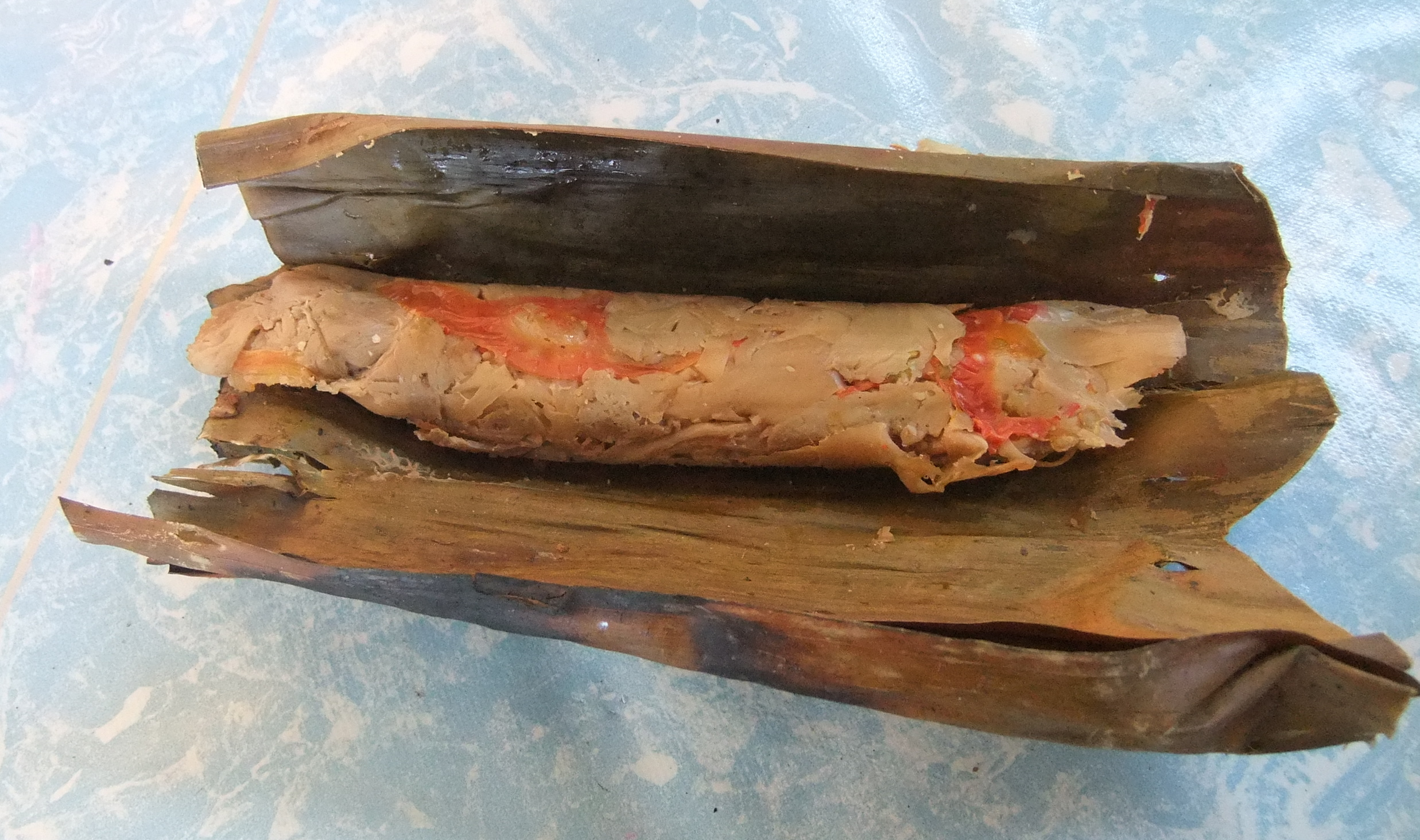
Pepes de hongo
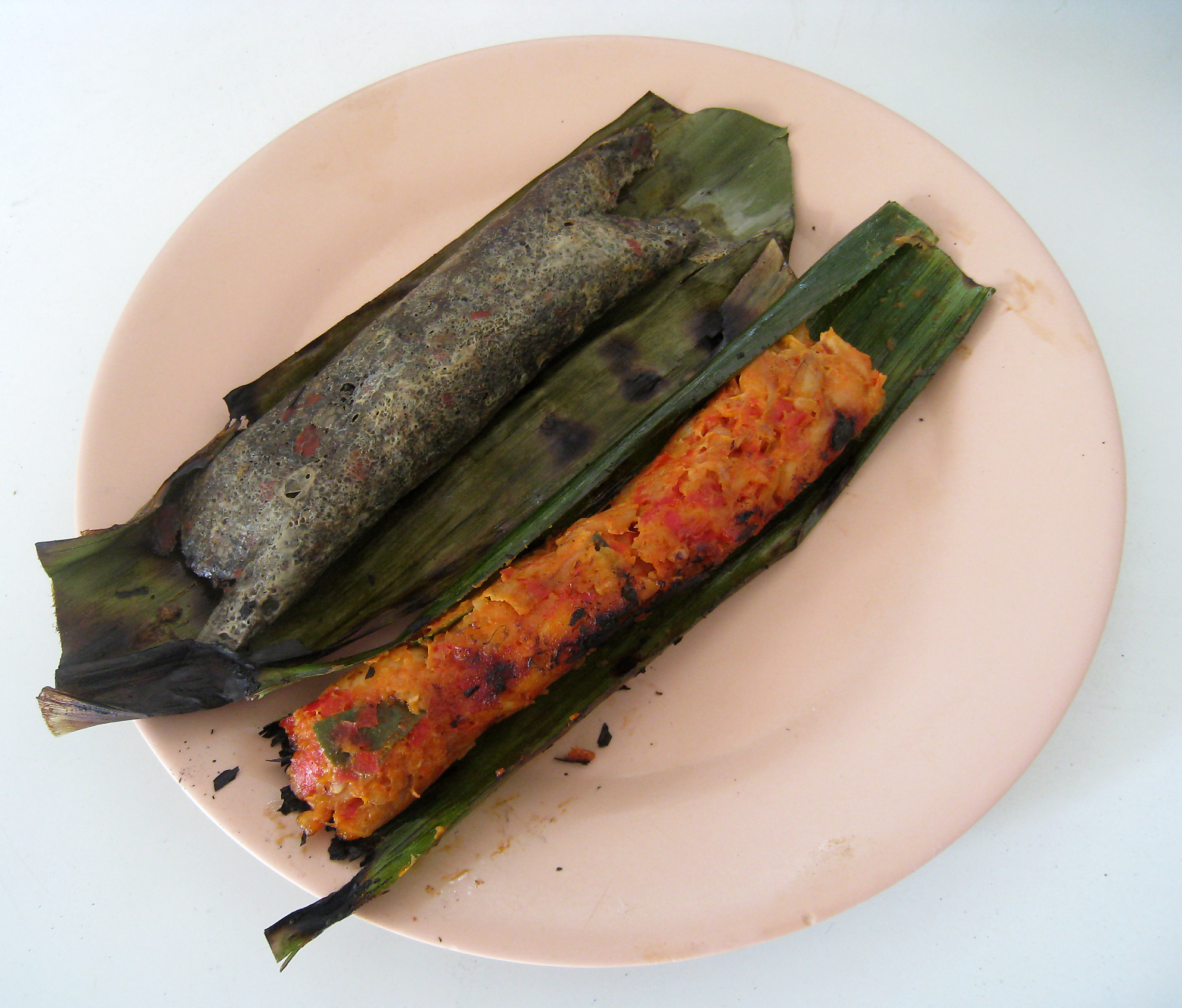
Pepes de huevos y patas de rana